# Tổng hợp hạt nhân
Tổng hợp hạt nhân là quá trình tạo mới hạt nhân nguyên tử từ nucleon (proton và neutron) tồn tại trước đó. Các hạt nhân đầu tiên được hình thành vài phút sau Vụ nổ lớn, thông qua quá trình gọi là tổng hợp hạt nhân Big Bang. Sau khoảng 20 phút, vũ trụ đã nguội dần đến mức mà các quá trình này kết thúc, do đó chỉ xảy ra các phản ứng nhanh nhất và đơn giản nhất, khiến vũ trụ của chúng ta chứa khoảng 75% hydro, 24% heli theo khối lượng. Phần còn lại là dấu vết của các nguyên tố khác như lithi và đồng vị deuterium của hydro. Vũ trụ vẫn có thành phần xấp xỉ nhau.
Các ngôi sao hợp nhất các nguyên tố nhẹ với các hạt nặng hơn trong lõi của chúng, tạo ra năng lượng trong quá trình được gọi là quá trình tổng hợp hạt nhân. Các quá trình hợp nhất tạo ra nhiều nguyên tố nhẹ hơn, lên đến và bao gồm cả sắt và niken trong các ngôi sao lớn nhất mặc dù chúng hầu hết vẫn bị giữ lại trong lõi sao và tàn dư. Quá trình s tạo ra các nguyên tố nặng, từ stronti trở lên.
Tổng hợp hạt nhân siêu tân tinh trong các ngôi sao phát nổ chủ yếu chịu trách nhiệm cho các yếu tố giữa oxy và rubidi: từ sự phóng ra của các nguyên tố được tạo ra trong quá trình tổng hợp sao; thông qua quá trình tổng hợp hạt nhân nổ trong vụ nổ siêu tân tinh; và từ quá trình r (hấp thụ nhiều neutron) trong vụ nổ.
Hợp nhất sao neutron cũng rất có trách nhiệm trong việc tổng hợp nhiều nguyên tố nặng, thông qua quá trình r ("r" là viết tắt của "rapid - nhanh"). Khi hai ngôi sao neutron va chạm, một lượng lớn vật chất giàu neutron có thể bị đẩy ra ở nhiệt độ cực cao và các nguyên tố rất nặng hình thành khi ejecta bắt đầu nguội dần.
Sự phát sinh tia vũ trụ, gây ra khi các tia vũ trụ tác động đến môi trường giữa các vì sao và các loài nguyên tử lớn hơn, là nguồn đáng kể của các hạt nhân nhẹ hơn, đặc biệt là 3He, 9Be và 10,11B, không được tạo ra bởi quá trình tổng hợp hạt nhân. Sự bắn phá tia vũ trụ của các nguyên tố trên Trái Đất cũng góp phần vào sự hiện diện của các loài nguyên tử hiếm, tồn tại trong thời gian ngắn gọi là các hạt nhân vũ trụ.
Ngoài các quá trình hợp hạch chịu trách nhiệm cho sự phong phú ngày càng tăng của các nguyên tố trong vũ trụ, một vài quá trình tự nhiên nhỏ tiếp tục tạo ra một số lượng rất nhỏ các hạt nhân mới trên Trái Đất. Những hạt nhân này đóng góp rất ít vào sự phong phú của chúng, nhưng có thể là lý do cho sự hiện diện của các hạt nhân mới cụ thể. Các hạt nhân này được tạo ra thông qua sự phát xạ (phân rã) của các hạt nhân phóng xạ nguyên thủy, nặng, tồn tại lâu dài như urani và thori.